# Teleservices

Klasyfikacja usług telekomunikacyjnych

Teleservices (pol. teleusługi) – podstawowe usługi oferowane przez sieć telekomunikacyjną, realizowane kompleksowo jako współpraca terminali i elementów sieci, oferujące użytkownikom możliwość wykonywania różnego rodzaju połączeń (usługa taka jest traktowana jako dostarczenie funkcjonalności wspomagających różne kwestie, takie jak naliczanie opłaty, kodowanie i dekodowanie informacji czy odpowiednie zestawienia połączenia do użytkownika końcowego). Każdy rodzaj sieci ma zdefiniowany własny zbiór tego typu usług.
Przykładem teleusług mogą być:
- możliwość wykonywania zwykłych połączeń głosowych
- możliwość wykonywania połączeń alarmowych
- możliwość wysyłania wiadomości SMS
- możliwość odbierania wiadomości SMS